# Тарпош (капа)
Тарпош је врста женске капе ношене у Србији. Ради се о невестинској капи која је ношена у Србији од средњег века је све до првих деценија XIX века.

## Невестинске капе
Невестиснке капе представљала су оглавља које је носила удата жена у специјалним приликама. У неким крајевима је капу израђивала сама млада са другарицама . У Војводини у XIX веку је у склопу обреда обрађивања младе скидан јој је венац са главе и стављана невестинска капа коју је била у обавези да носи у свечаним приликама све до момента рађања првог детета када се сматрало да је и коначно постала равноправни члан те породице. 
Неки аутори сматрају да се из венца развио смиљевац, а из смиљевца тарпош, рога, оврљина-ашањка, конђе и друге младине капе, и да сам тарпош представља једну од најстаријих врста смиљевца.

## Изглед тарпоша
Тарпош је капа калотастог облика коју су по Вуку Караџићу пре свега носиле жене у Јадру и Рађевини. Била је направљена од испреплетане лозе, пресвучене црвеном чохом на коју је нашивена шамија. На шамији су биле нашивене сребрне парице и ресе које су се наизменично смењивале око калоте правећи својеврсни облик ореола. На шамији је била иглама прободена бела марамица која је поред парица и реса могла имати и начињене руже и смиље. Тарпош је на себи могао имати и пауново перје, или у скромнијим домаћинствима -перје кокошке или ћурке. Од калоте су се спуштале две кићанке у виду плетеница са обе стране слепоочница до висине груди. Капа, односно оглавље, је стабилно стајало на глави уз помоћ подбрадника који је такође могао бити украшен парицама. Позади, на потиљку висила је бела шамија тзв перо, која је висила све до леђа и такође била раскошно украшена парицама. Могуће је да је, поред украсне функције, ова бела шамија позади имала улогу и у стабилнијем ношењу целог тарпоша. 
Сматра се да је сваки од елемента ушиваних на капу могао имати своје смболичко значење. Тако би смиље представљало девичанско цвеће, око на пауновом перу је штитило младу од урока, док је количина новчића ушивених на капи могла представљати богатство породице. 
Вук Караџић у свом Рјечнику описује како је ношење ове капе није било нимало практично.  
"Кад састрага духа вјетар, или кад хоће жена да се сагне, онда треба да држи тарпош руком да не спадне пред њу; а кад вјетар духа спрјед, онда треба да га држи руком састраг, јер хоће вјетар подбрадљиком да откине главу, или да завали жену натраг; кад хоће жена да уђе на каква врата, онда треба да се сагне и да укоси главу." 
Он такође пише да су тарпоши закључно са двадесетим годинама XIX века скоро у потпуности укинути и уместо њих су почеле да се чешће користе мање капе "с којима је лакше бјежати по шуми".

## Обичаји
По неким усменим предањима тарпош је служила и као капа из које се путницима намерницима нудило грожђе. Наиме, некадашњи вински трговци су говорили да је "вино толико добро да може у тарпош да се носи".